# Odontomyia atrovirens
Odontomyia atrovirens är en tvåvingeart som beskrevs av Jacques-Marie-Frangile Bigot 1879. Odontomyia atrovirens ingår i släktet Odontomyia och familjen vapenflugor. Inga underarter finns listade i Catalogue of Life.